# Więckowice (Tarnów)
Pour les articles homonymes, voir Więckowice.
Więckowice est une localité polonaise de la gmina de Wojnicz, située dans le powiat de Tarnów en voïvodie de Petite-Pologne.

## Personnalités
- Leszek Nowak (1943-2009), philosophe polonais., est né à Więckowice.